# أوريليا كاستيلو دي غونزاليس
أوريليا كاستيلو دي غونزاليس (بالإسبانية: Aurelia Castillo de González) (1842، كاماغواي في كوبا - 1920، كاماغواي في كوبا)؛ كاتِبة وشاعرة كوبية.